# Maria Gabriela de Orléans-Bragança
Maria Gabriela de Orléans-Bragança (nume complet Maria Gabriela Josefa Fernanda Yolanda Micaela Rafaela Gonzaga de Orléans e Bragança; n. 8 iunie 1989, Rio de Janeiro, Rio de Janeiro, Brazilia) este însoțitor Infantului Portugaliei Dinis, Duce de Porto, fiul regilor de jure ai Portugaliei. Descendentă a familiei imperiale braziliene, fiica lui Antoine de Orléans și Braganza și Christine de Ligne. Ea este nepoata tatălui lui Pedro Henrique din Orléans-Braganza și Marie-Élisabeth din Bavaria, iar din partea mamei ei este nepoata lui Alix de Luxemburg și Antoine de Ligne.
Tatăl ei, Prințul Antoine, este fiul lui Pedro Henrique și nepotul lui Louis d'Orléans-Braganza (al doilea fiu al Prințesei Isabelle a Braziliei ), iar mama ei Christine de Ligne este fiica lui Antoine de Ligne.
Ea a crescut la Petrópolis, împreună cu frații ei, prințul Pedro Luiz, prințesa Amélie și prințul Raphaël de Orléans-Braganza.
Nașul și nașa sa sunt unchiul său patern, Prințul Fernando de Orléans-Braganza, și mătușa sa maternă, Prințesa Yolande de Ligne.